# Sunčeva atmosfera
Sunčeva atmosfera je razređeni prozračni omotač Sunca koja se deli na dve zone - hromosferu i koronu. Prelazni prostor između hromosfere i korone je tranziciona zona.
Kroz Sunčevu atmosferu se lepo može videti sjajna fotosfera, a ona sama se najbolje zapaža za vreme pomračenja Sunca, a može se snimiti i kornografom, teleskopom koji blokira direktnu bleštavu sunčevu svetlost i njime se mogu snimati atmosfere zvezda i posmatrati objekti poput kometa i ekstrasolarnih planeta oko drugih zvijezda ili spektroheliografom, instrumentom koji snima sunce na određenoj talasnoj dužini u spektru.
Pošto ni u hromosferi, ni u koroni ne postoje izvori energije, dugo je bio otvoren problem zagrevanja Sunčeve atmosfere. Iako ni do danas nije razjašnjeno, pretpostavlja se da se zagrevanje korone može objasniti jedino neradijativnim fluksom, a postoje uslovi i da na njeno zagrevanje utiču udarni talasi.

## Hromosfera
Hromosfera je niži sloj sunčeve atmosfere debljine oko 3 kilometara, koji se proteže iznad fotosfere do visine od oko 10.000 km. Hromosfera, tj. obojena sfera, sastoji se od vodonika, kalcijuma i helijuma. Ime je dobila po tome kako se primećuje sa Zemlje se za vreme potpunog pomračenja Sunca, kada se primećuje kao tanki purpurni prsten oko Mesečeve tamne ploče.
Karakteristična je po tome što izbacuje mlazove plazme koje dostižu i do 10.000 km. Nepravilnog je oblika, znatno je ređa (red veličine 1016 čestica po kubnom metru) i dinamičnija od fotosfere, a njena gustina opada na većim visinama na kojima temperatura sloja raste. Porast temperature se kreće od oko 4.000 K na donjoj granici do 104 – 106 K blizu gornje granice. Promene gustine i temperature su najviše izražene na najvišim delovima hromosfere, u prelaznom području između hromosfere i korone. Zbog svoje velike dinamičke nestabilnosti određene Sunčevim magnetnim poljem, a okarakterisanom vertikalnim kretanjem plazme, standardni statički modeli hromosfere sve više gube smisao.
Deli se na niži sloj hromosfere koji se prostire između 500 i 4.000 km, i viši sloj na visini od 4.000 do 10.000 km.

### Aktivnost hromosfere
Hromosfera je deo Sunčeve atmosfere u kojoj izvire gas. U ovoj oblasti izviranje gasa može biti u obliku:
- protuberanci (prominencija) koje predstavljaju oblake ili mlazove usijanog gasa izbačenog uvis i mogu se uzdići do visine i do 150.000 km iznad fotosfere, prolazeći i kroz hromosferu i kroz koronu. Protuberance su gušće od okolne materije i dostižu temperaturu oko 20.000 K.
- sunčevih baklji, odnosno mlazova gasa koji unutar hromosfere brzo podižu i padaju nazad. Vreme trajanja jedne sunčeve baklje je oko 10 minuta.
- erupcija ili flerova, to jest iznenadnih kratkotrajnih bleskova u hromosferi koji se pojavljuju na malim površinama iznad grupa Sunčevih pega.

Na monohromatskim snimcima se vidi da hromosfera ima strukturu mreže sa flokulama, tj. zrnima u obliku vlakana koja su većih dimenzija od granula u fotosferi. Mogu se uočiti i hromosferske fakule, krupne sjajne površine. Pošto se fakulte u hromosferi nalaze tačno iznad pega u fotosferi, potvrđeno je da su fakulte i pege dva različita oblika istih aktivnih oblasti na različitim visinama.

### Spektar hromosfere
Hromosfera ima skoro diskrecioni emisioni spektar. Ima veliki broj emisionih linija, a u vidljivom spektru su najznačajnije K i H linije jednog jonizovanog kalcijuma (CaII K, 393,4 nm i CaII, 396,8 nm) u ljubičastoj boji i H-alfa linija neutralnog vodonika u crvenoj boji.

## Sunčeva korona
Korona se nalazi u višim slojevima sunčeve atmosfere u obliku plazme. Ova oblast Sunčeve atmosfere je mnogo toplija od prosečne temperature fotosfere (5.800 K) i iznosi 3.000.000 K. Iako nije poptpuno pojašnjeno odakle dolazi do ovoliko velikog porasta temperature, pretpostavlja se da ga stvaraju strujanja gasa pod uticajem magnetnog poljai magnetohidronamičkih talasa. Toliko visoka temperatura joj daje posebne spektralne efekte, zbog čega se u 19. veku mislilo da se sastoji od do tada nepoznatog elementa, koronijuma, ali je posle pronađeno da efekti potiču od visoko jonizovanog gvožđa (Fe14).
Korona nema stalni oblik, jer spoljašnji deo neprestano gubi masu u vidu sunčevog vetra. Ekstremno je redak gornji sloj Sunčeve atmosfere koji bez oštre granice prelazi u međuplanetarnu sredinu. Zbog ovako male gustine, sjaj korone je i pored ogromnih temperatura oko milion puta manji od sjaja fotosfere.
Aktivni regioni na koroni su koronalne petlje, strukture širokih skala, interkonekcije aktivnih regiona i svetle tačke.

### Podela po spektru
Korona se deli na unutrašnju i spoljašnju koronu. Optički spektar cele korone je kontinuum sa emisionim linijama unutrašnje i apsorpcionim linijama spoljašnje korone. Pored optičkog spektra, korona emituje i radio talase male snage i X zračenje.
Unutrašnja korona je oblast visoke temperature i u njoj se čestice kreću brzo i haotično. Njen spektar je kontinualni spektar sa emisionim linijama kojih ima nekoliko desetina, a u vidljivom delu spektra 3 su najjače. Unutrašnja korona daje sjaj bele boje koji odgovara sjaju punog Meseca. Boja potiče od rasipanja fotosferske svetlosti na slobodnim elektronima u koroni, jer su atomi od visokih temperatura jonizovani.
Spoljašnja korona se naziva i F-korona, što potiče od naziva Fraunhoferovih linija koje čine njen spektar. Spoljašnja korona potiče od rasipanja svetlosti na međuplanetarnim česticama prašine i prostire se na više miliona kilometara u oblasti na kojoj temperatura nije visoka.

## Literatura
- Opšta astrofizika, Vukićević-Karabin Mirjana, Atanacković Olga. 2010.  978-86-17-16947-1. стр. 212–217., Zavod za udžbenike i nastavna sredstva